# Sievershütten
Sievershütten település Németországban, Schleswig-Holstein tartományban. Lakosainak száma 1100 fő (2023. december 31.).

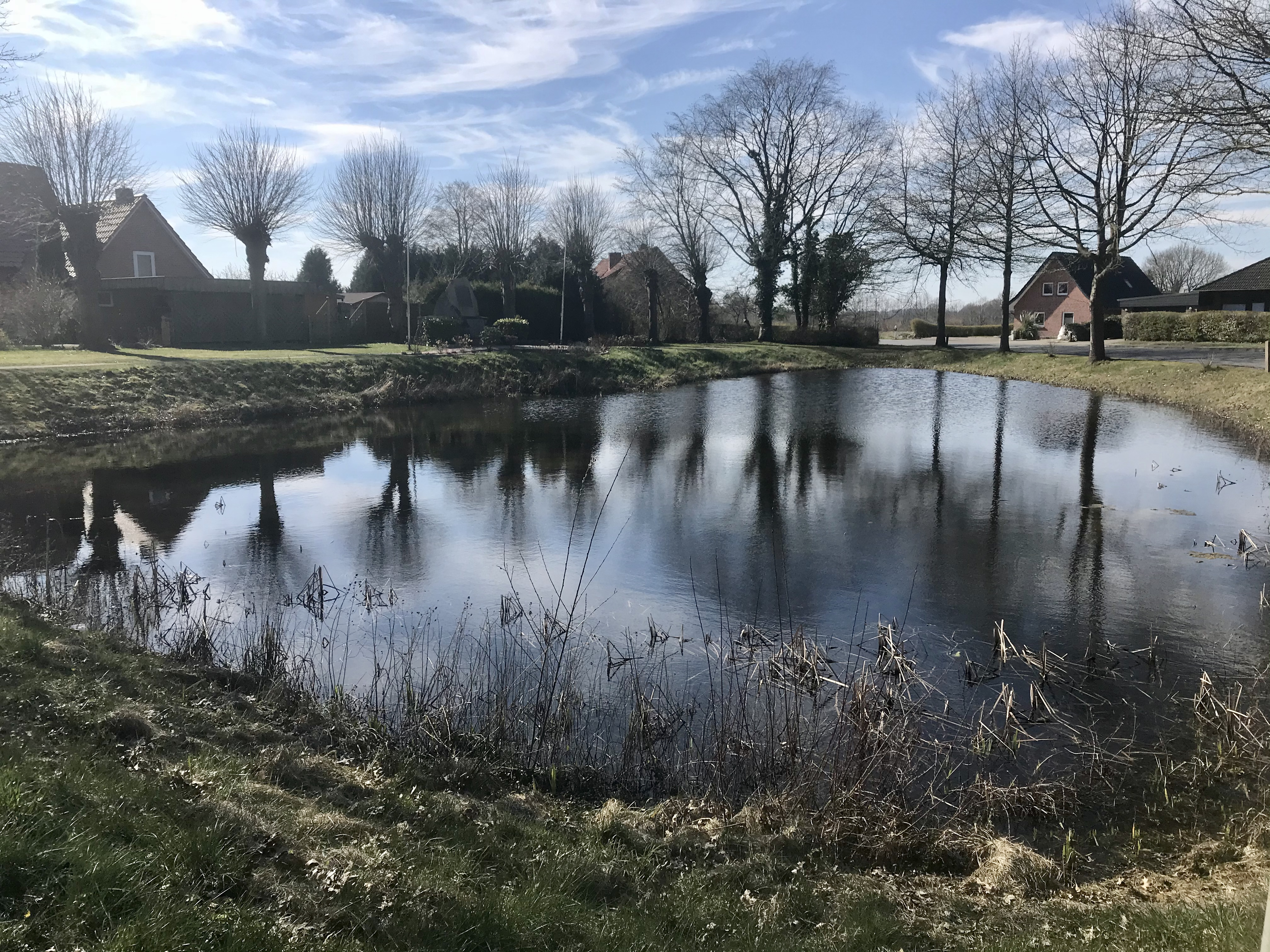
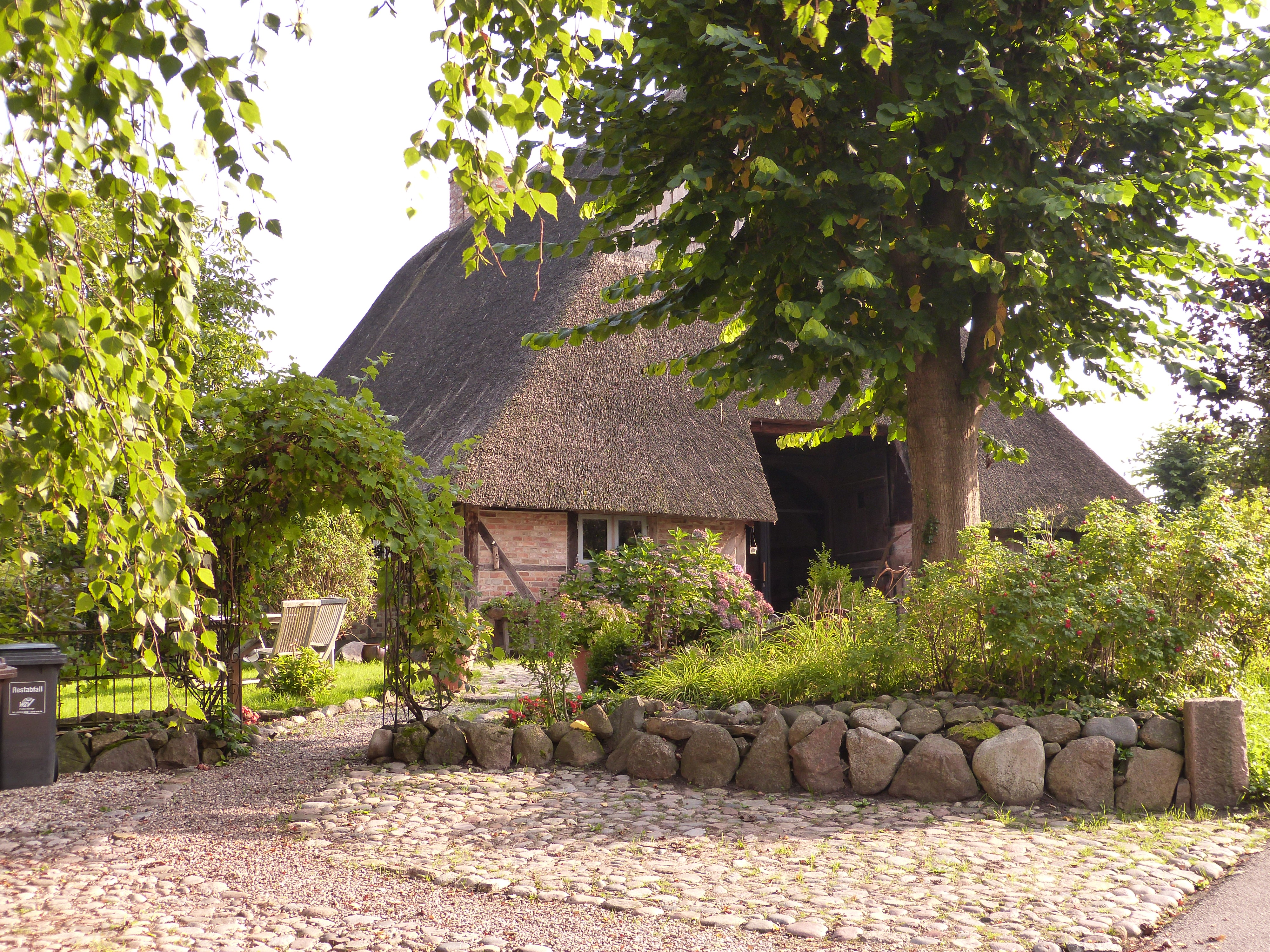

## Népesség
A település népességének változása:
| Lakosok száma | 817  | 1144 | 1108 | 1095 | 1092 | 1100 |
|               | 1975 | 2017 | 2019 | 2021 | 2022 | 2023 |